# Vivistorio
Vivistorio är en ort i Honduras.   Den ligger i departementet Departamento de Copán, i den västra delen av landet, 190 km nordväst om huvudstaden Tegucigalpa. Vivistorio ligger 667 meter över havet och antalet invånare är 949.
Terrängen runt Vivistorio är kuperad. Runt Vivistorio är det ganska glesbefolkat, med 43 invånare per kvadratkilometer. Närmaste större samhälle är Santa Rosa de Copán, 15,6 km söder om Vivistorio.  